# Mario Zanello
Mario Zanello (Vercelli, Provincia de Vercelli, Italia, 22 de julio de 1903 - Carmañola, Provincia de Turín, Italia, 25 de enero de 1981) fue un futbolista italiano. Se desempeñaba en la posición de defensa.

## Selección nacional
Fue internacional con la selección de fútbol de Italia en 2 ocasiones. Debutó el 23 de octubre de 1927, en un encuentro ante la selección de Checoslovaquia que finalizó con marcador de 2-2.

## Clubes

### Como futbolista
| Club                | País   | Año         |
| ------------------- | ------ | ----------- |
| Pro Vercelli Calcio | Italia | 1922 - 1933 |
| Torino F. C.        | Italia | 1933 - 1936 |
| A. S. Chieri        | Italia | 1936 - 1937 |
| Vigevano Calcio     | Italia | 1937 - 1940 |

### Como entrenador
| Club            | País   | Año  |
| --------------- | ------ | ---- |
| Vigevano Calcio | Italia | 1939 |

## Palmarés

### Campeonatos nacionales
| Título      | Club         | País   | Año     |
| ----------- | ------------ | ------ | ------- |
| Copa Italia | Torino F. C. | Italia | 1935-36 |